# Епархия Вьедмы
Епархия Вьедмы (лат. Dioecesis Viedmensis) — епархия Римско-Католической церкви с центром в городе Вьедма, Аргентина. Епархия Вьедмы входит в митрополию Баия-Бланки. Кафедральным собором епархии Вьедмы является церковь Пресвятой Девы Марии Милосердия.

## История
20 апреля 1934 года Папа Римский Пий XI выпустил буллу «Nobilis Argentinae nationis», которой учредил епархию Вьедмы, выделив её из архиепархии Буэнос-Айреса. Первоначально епархия Вьедмы являлась суффраганной по отношению к архиепархии Ла-Платы.
11 февраля 1957 года епархия Вьедмы передала часть своей территории для образования епархии Комодоро-Ривадавии и одновременно стала частью церковной провинции Баия-Бланки.
10 апреля 1961 года епархия Вьедмы передала еще часть территории для образования епархии Неукена.
22 июля 1993 года епархия Вьедмы передала часть территории для образования епархий Альто-Валье-дель-Рио-Негро и Сан-Карлоса-де-Барилоче.

## Ординарии епархии
- епископ Nicolás Esandi, S.D.B.[1] (13.09.1934 — 29.08.1948);
- епископ José Borgatti, S.D.B. (28.08.1953 — 26.10.1973);
- епископ Miguel Esteban Hesayne (5.04.1975 — 28.06.1995);
- епископ Marcelo Angiolo Melani, S.D.B. (28.06.1995 — 9.01.2002), назначен епископом Неукена;
- епископ Esteban María Laxague, S.D.B. (с 31 октября 2002 года).